# فوتبال‌دستی (انیمیشن ۲۰۱۳)
فوتبال‌دستی (انگلیسی: Underdogs) یک فیلم انیمیشن آرژانتینی در سبک کمدی رمانتیک است که در سال ۲۰۱۳ منتشر شد.

## موضوع انیمیشن
این انیمیشن دربارهٔ پسر جوانی به نام «آماندئو» است که از کودکی به فوتبال‌دستی علاقه دارد. در یکی از روزها او پسری که شرور محل است را در فوتبال دستی شکست می‌دهد. پسر کینه اماندئو را به دل می‌گیرد و سال‌ها بعد در حالی که فوتبالیست معروفی شده‌است به روستا بر می‌گردد…